# Колла, Виктор Эдуардович
Ви́ктор Эдуа́рдович Ко́лла (25 сентября 1925, Пермь, СССР — 12 сентября 2020, Торонто, Канада) — советский и российский учёный-фармаколог, химик, доктор биологических наук, директор Естественнонаучного института ПГУ (1962—1967), проректор по учебной работе Пермского государственного университета (1966—1971), организатор, первый ректор (1971—1983) Марийского университета, заслуженный деятель науки Российской Федерации (1997). Участник Великой Отечественной войны, депутат Верховного Совета Марийской АССР, член советского Комитета защиты мира, действительный член Международной академии наук экологии и безопасности жизнедеятельности.

## Биография
В 1941 году окончил восьмилетнее образование в школе № 17 г. Молотова (Перми), после чего поступил в фармацевтическое училище и за год окончил два курса по сокращённой программе военного времени. В 1942 году поступил в Молотовский фармацевтический институт; проучился там один семестр.
В феврале 1943 года был призван в ряды Красной армии и направлен для обучения в Молотовское военно-медицинское училище, которое окончил с отличием в 1944 году. Командирован на 3-й Украинский фронт в качестве старшего фельдшера стрелкового полка. В 1947 году был демобилизован, продолжил обучение.
В 1950 году окончил с отличием Молотовский фармацевтический институт, а затем — аспирантуру при Пермском медицинском институте. В 1954 году защитил диссертацию «Сравнительная оценка анальгетического действия пирамидона, анальгина, фенадона и изофенадона» на соискание учёной степени кандидата биологических наук.
В 1953—1959 годах читал курс фармакологии в Пермском фармацевтическом институте, затем заведовал кафедрой фармакогнозии (1959—1961), где при его непосредственном участии и руководстве были внедрены в учебный процесс методы фитохимического анализа.
С 1961 года работал в Пермском университете в должности заместителя директора, а затем директора Естественнонаучного института. Ему принадлежит заслуга в создании лаборатории по изучению биологической активности новых органических соединений и организации работы её научного коллектива, которым проведены серьёзные исследования биологической активности в рядах производных арилгидразидов дизамещенных гликолевых кислот и пиразолонов.
С 1966 по 1971 годы — проректор по учебной работе Пермского университета, одновременно продолжает руководить исследованиями сотрудников лаборатории биологически активных веществ. В 1971 году успешно защитил докторскую диссертацию «О нейротропной активности арилгидразидов дизамещенных гликолевых кислот в зависимости от их химического строения» с получением степени доктор биологических наук.
В 1971 году выступил как организатор первого университета в Марийской республике (Йошкар-Ола); возглавив Марийский государственный университет, он проработал в нём ректором 12 лет (1971—1983). В. Э. Колла организовал ряд факультетов, создал материально-техническую базу, библиотеку, зоологический музей. За время работы в Марийском университете под его руководством было открыто несколько исследовательских лабораторий, в том числе проблемная лаборатория фармакологической регуляции регенерации, на базе университета проведен ряд всесоюзных школ молодых ученых по проблемам регенерации.
В 1983 году В. Э. Колла вернулся в Пермский фармацевтический институт. C 1984 по 1998 годы работал заведующим кафедрой фармакологии, а затем профессором той же кафедры. За время работы на всех должностях В. Э. Колла проявил себя как способный и грамотный организатор вузовской работы, успешно сочетая большую организаторскую работу с научными исследованиями.

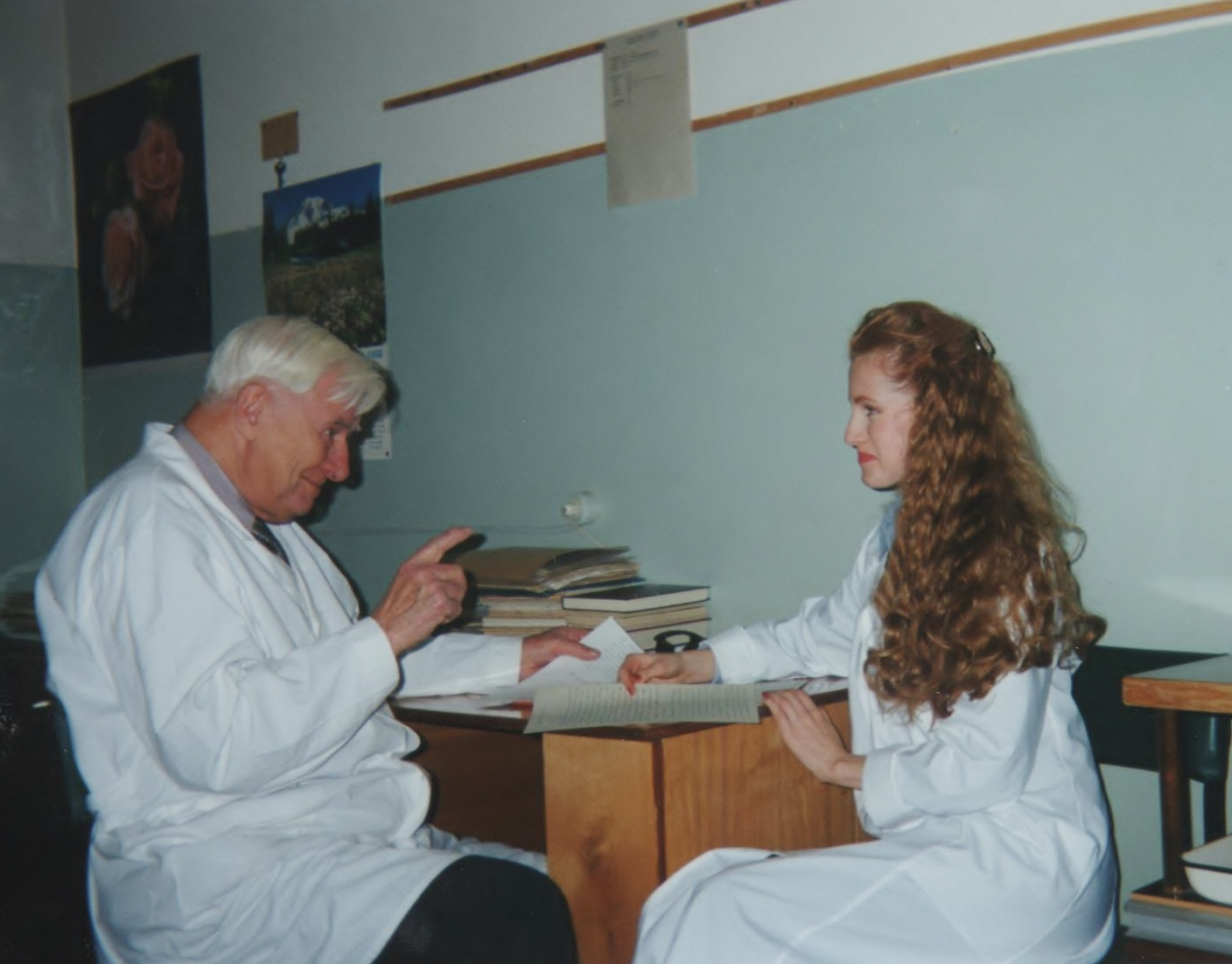
В. Э. Колла

Под его руководством осуществлялась работа по изучению биологической активности новых химических соединений и растений народной медицины. При его непосредственном участии проводились исследования, посвященные поиску новых противовоспалительных средств, успешно изучались соединения, обладающие противосудорожной и психотропной активностью. В. Э. Колла является одним из разработчиков экстракта колючника, гранулированного препарата цветков липы, его имя — среди авторов и разработчиков целого ряда перспективных препаратов, находящихся на различных этапах изучения и внедрения, таких как анилокаин, толузид, глипрофен, селептин, морфолид и другие. В фармакадемии известен как один из создателей научной школы.
С 1961 года В. Э. Колла являлся членом специализированных советов по защите диссертаций. Под его руководством подготовлено и защищено четыре докторских и 29 кандидатских диссертаций.
C октября 2002 по май 2004 года работал в Институте технической химии Уральского отделения Российской академии наук в должности ведущего научного сотрудника.
По материалам исследований В. Э. Коллы выпущено 16 сборников научных работ, 6 монографий, получено 43 авторских свидетельства на изобретения, 7 патентов и опубликовано более 400 работ.
Супруга — Галина Николаевна; сын Евгений окончил физический факультет Пермского университета, кандидат физико-математических наук (1982), работает профессором физики Иллинойского университета (США), дочь Галина — преподаватель колледжа в Торонто. В последние годы жил с семьёй в Канаде. Скончался 12 сентября 2020 года.

## Общественная деятельность
- Был членом КПСС[15]
- Избирался депутатом Верховного Совета Марийской АССР (1980—1985)[16].
- Член советского Комитета защиты мира.
- Член Международной академии наук экологии и безопасности жизнедеятельности.

## Творческая деятельность
Помимо научной деятельности, В. Э. Колла — художник.

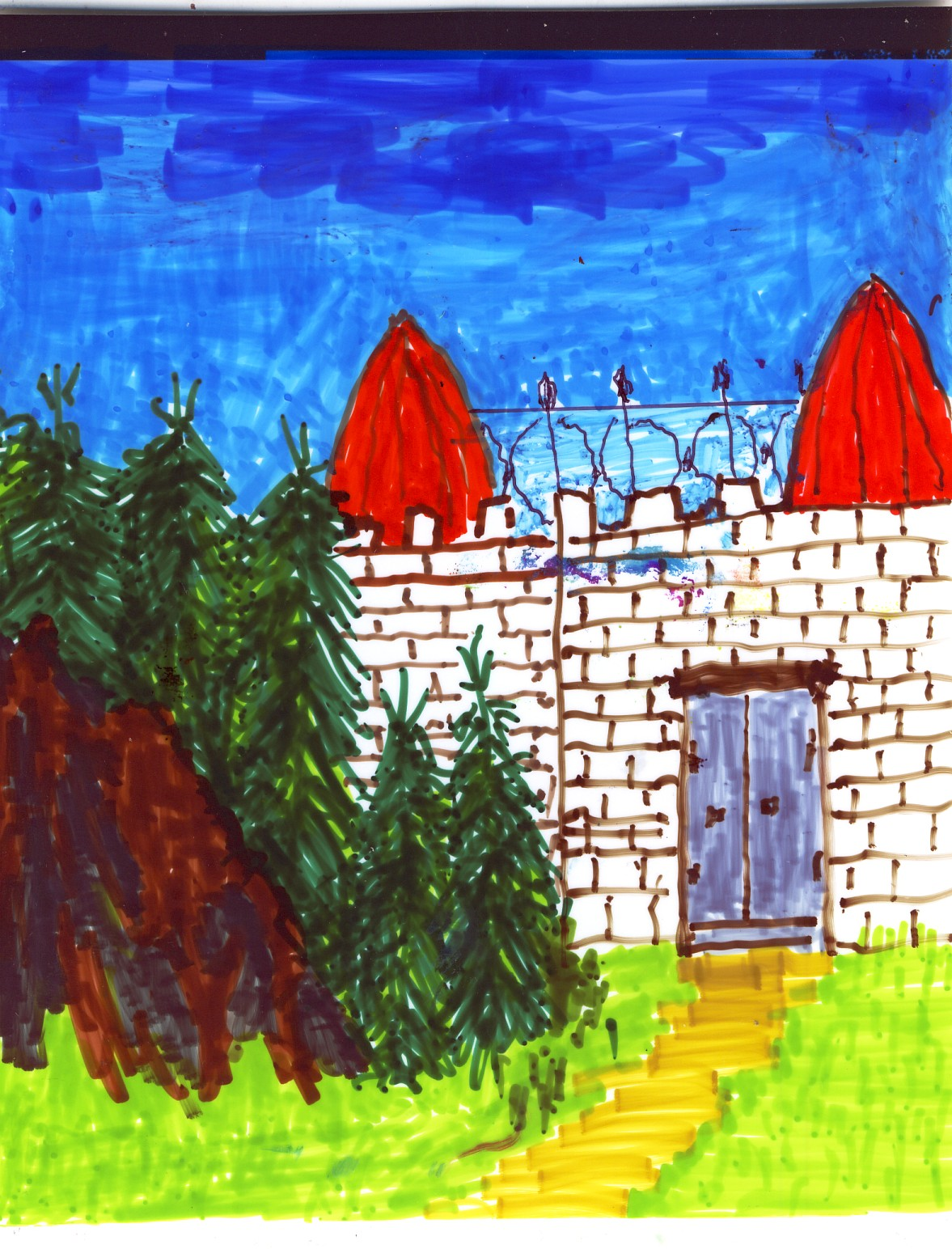
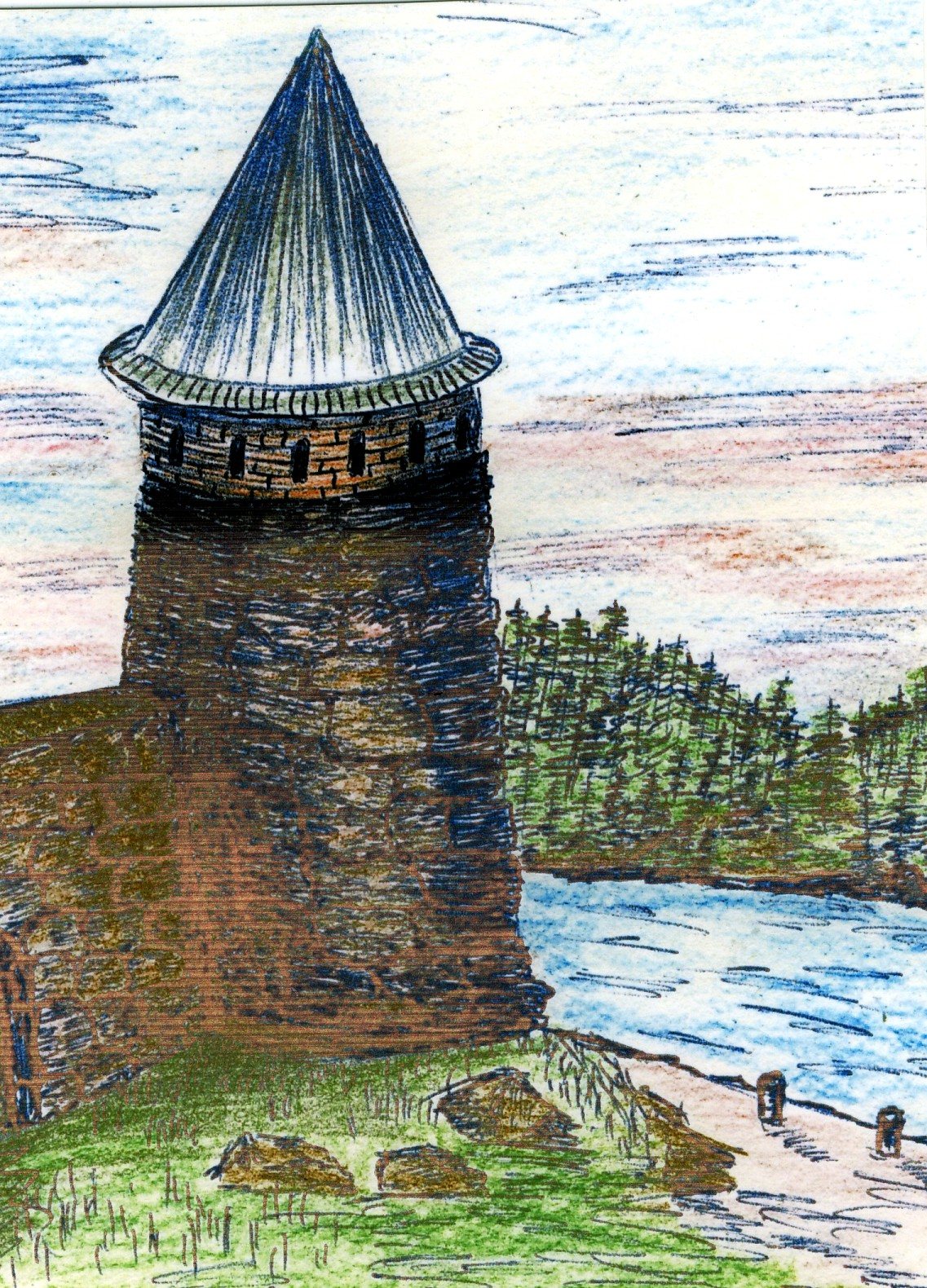
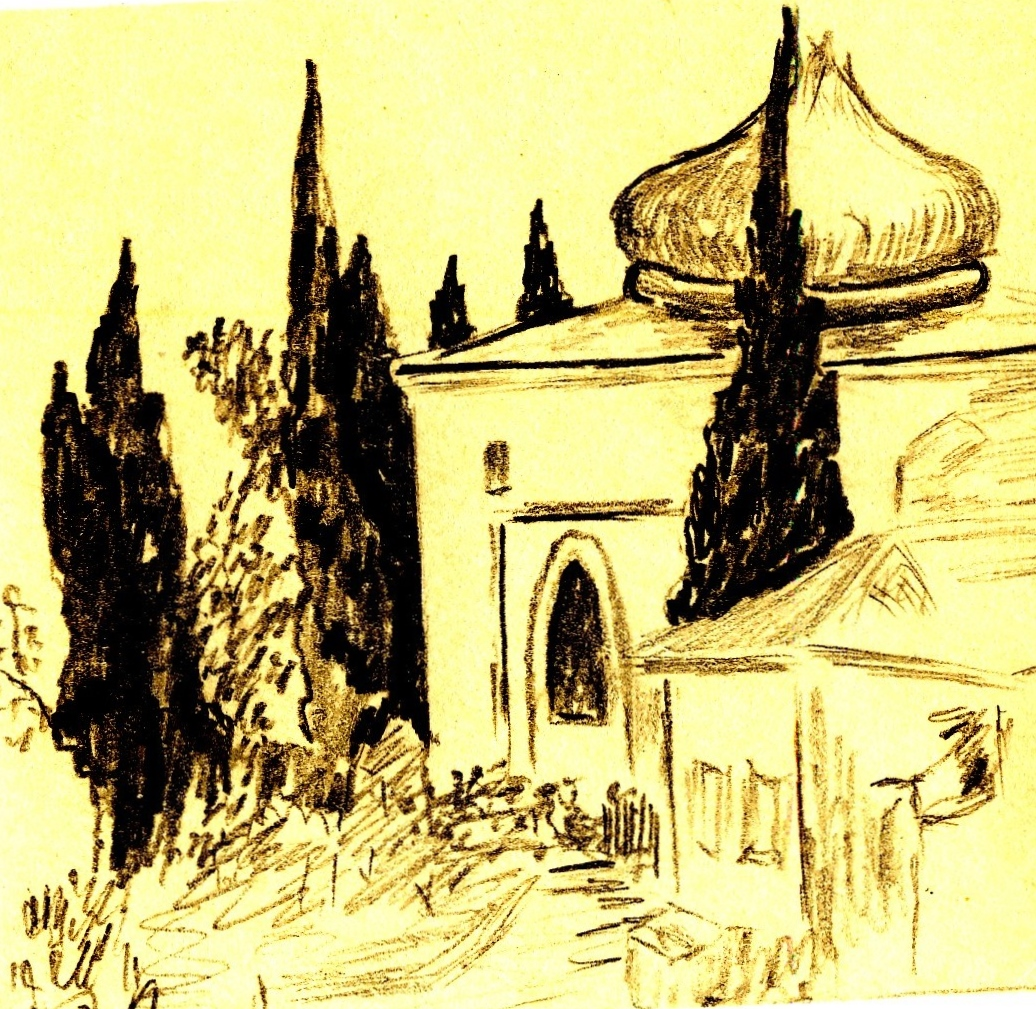
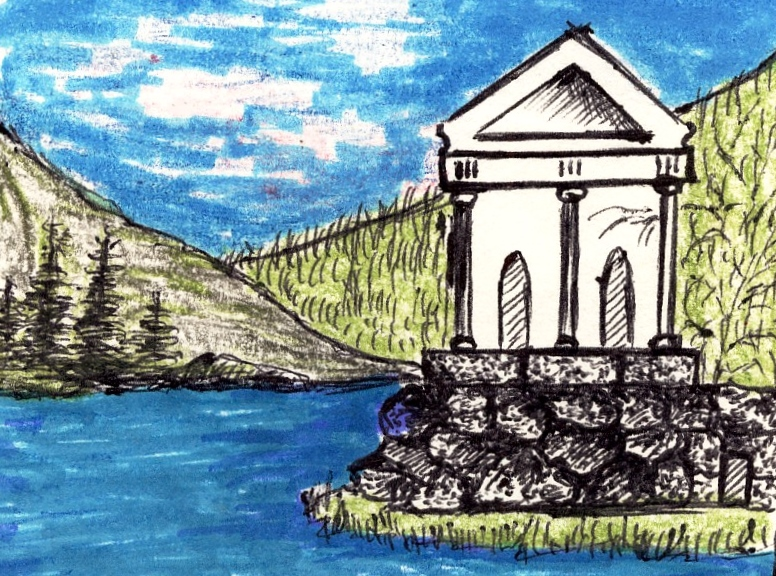
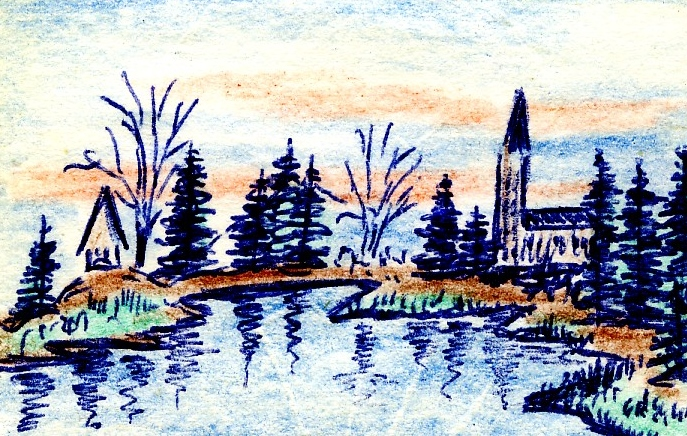
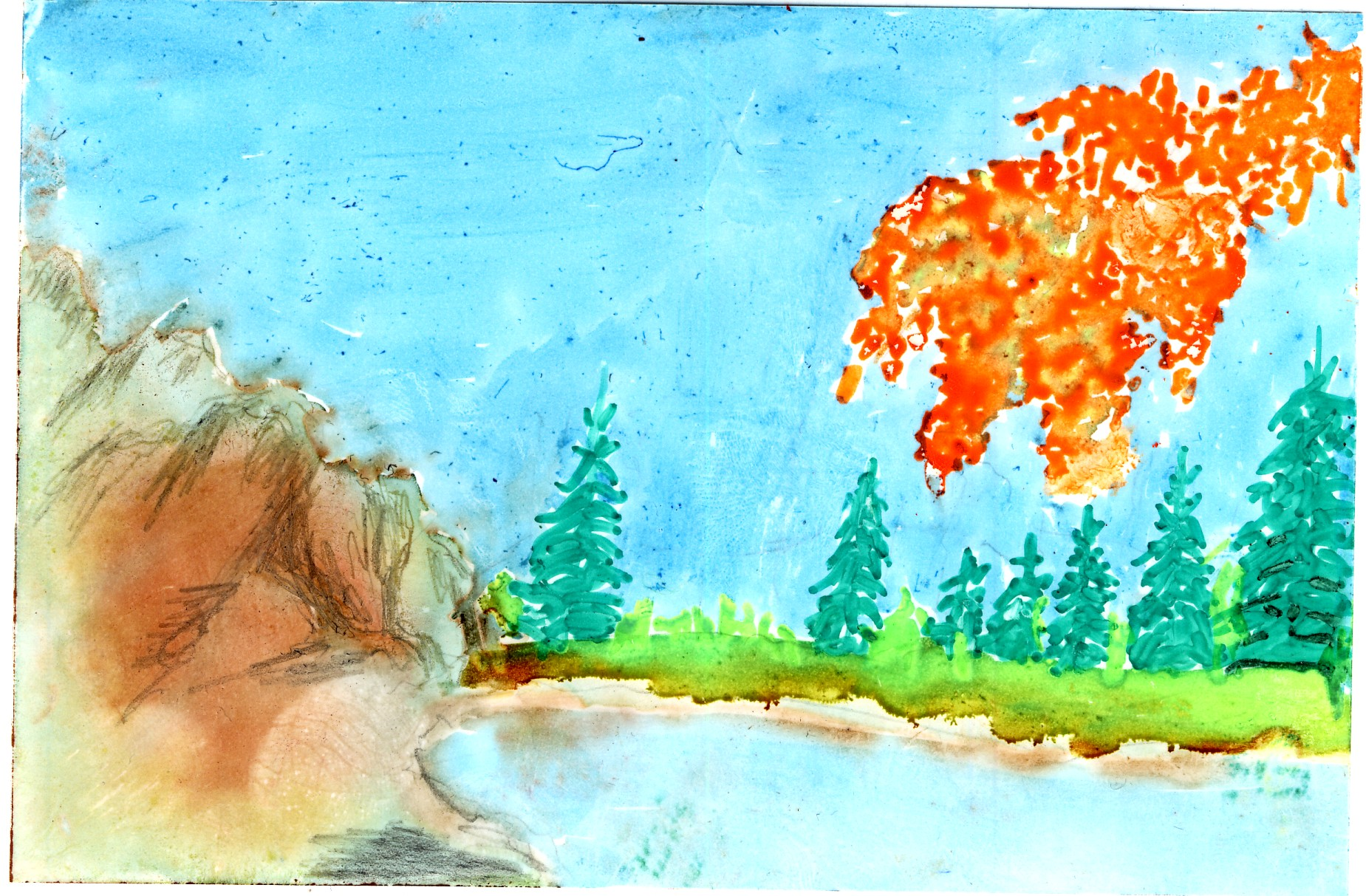
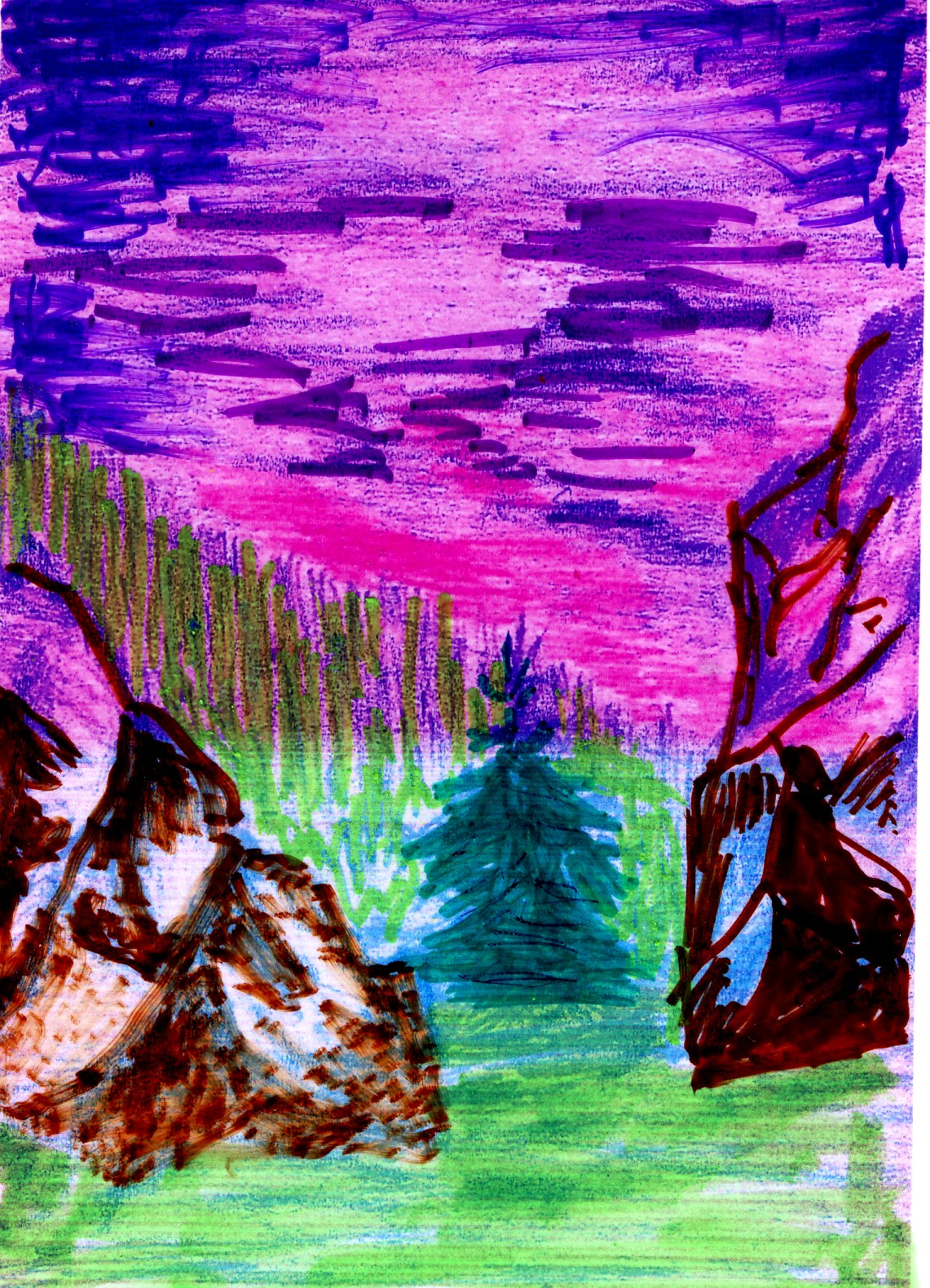
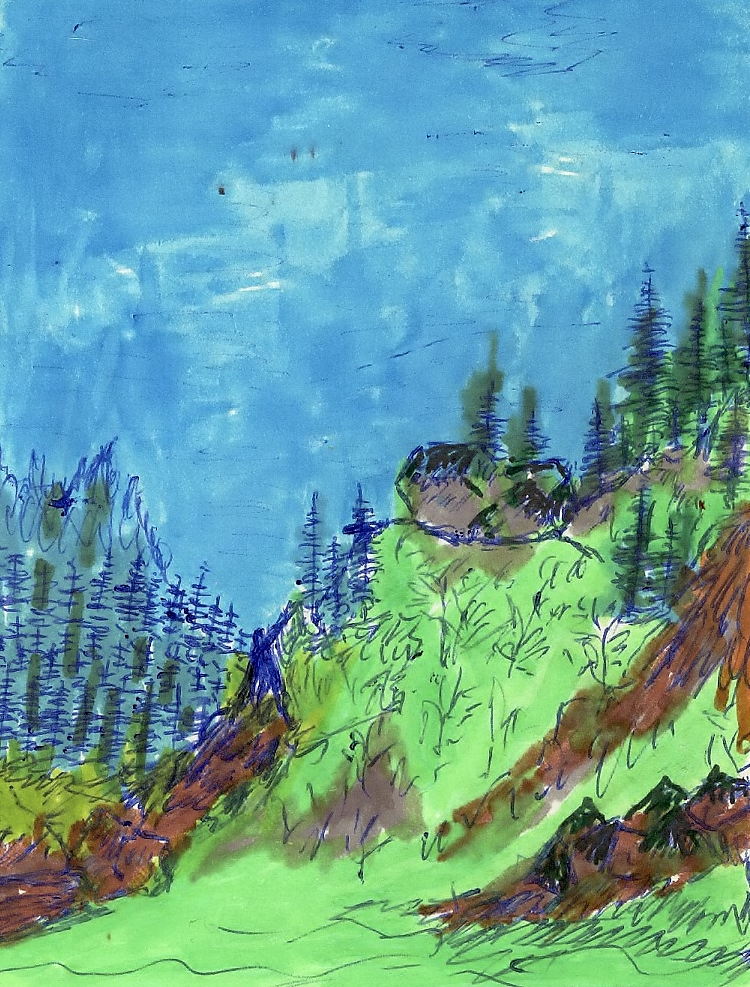
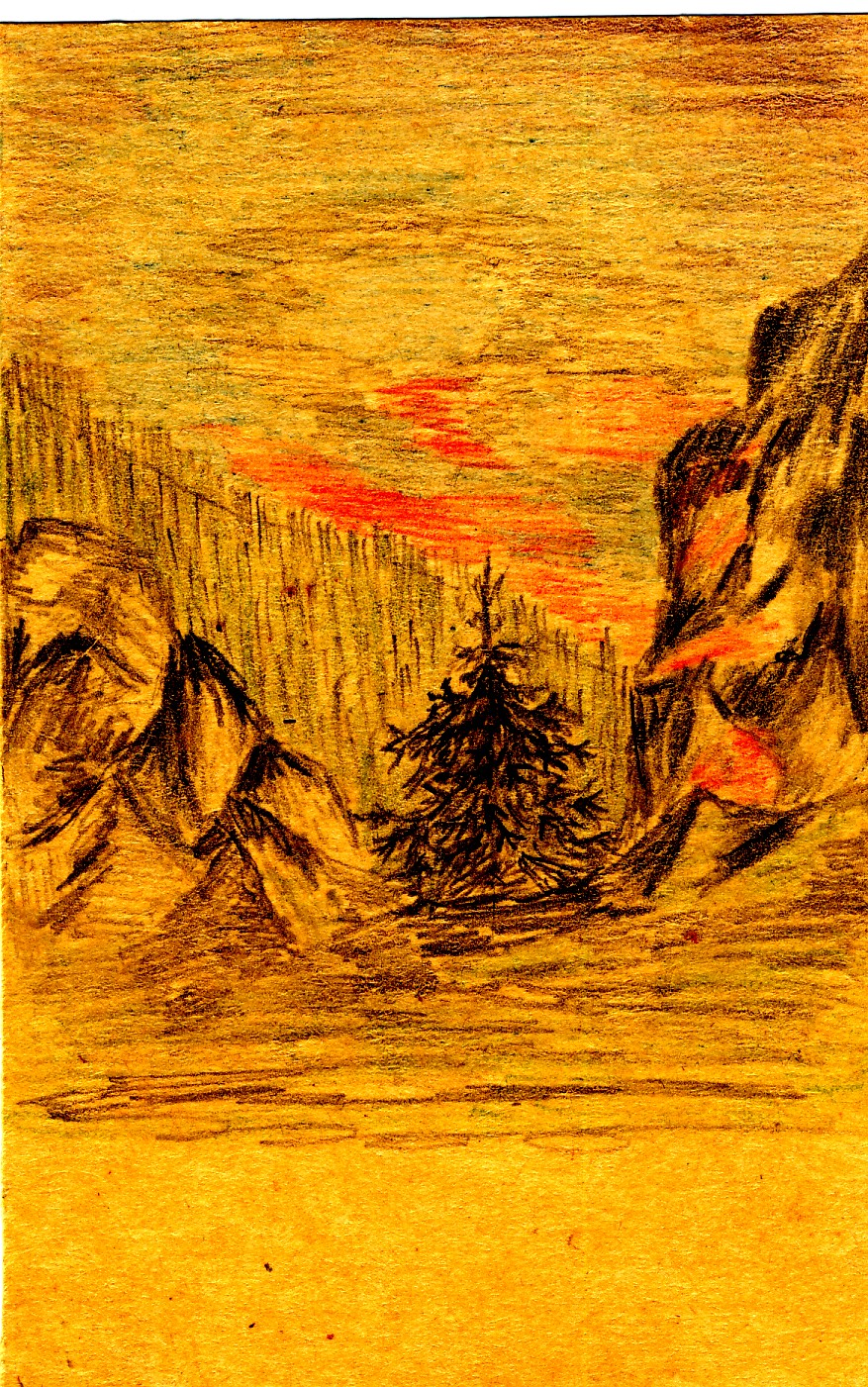
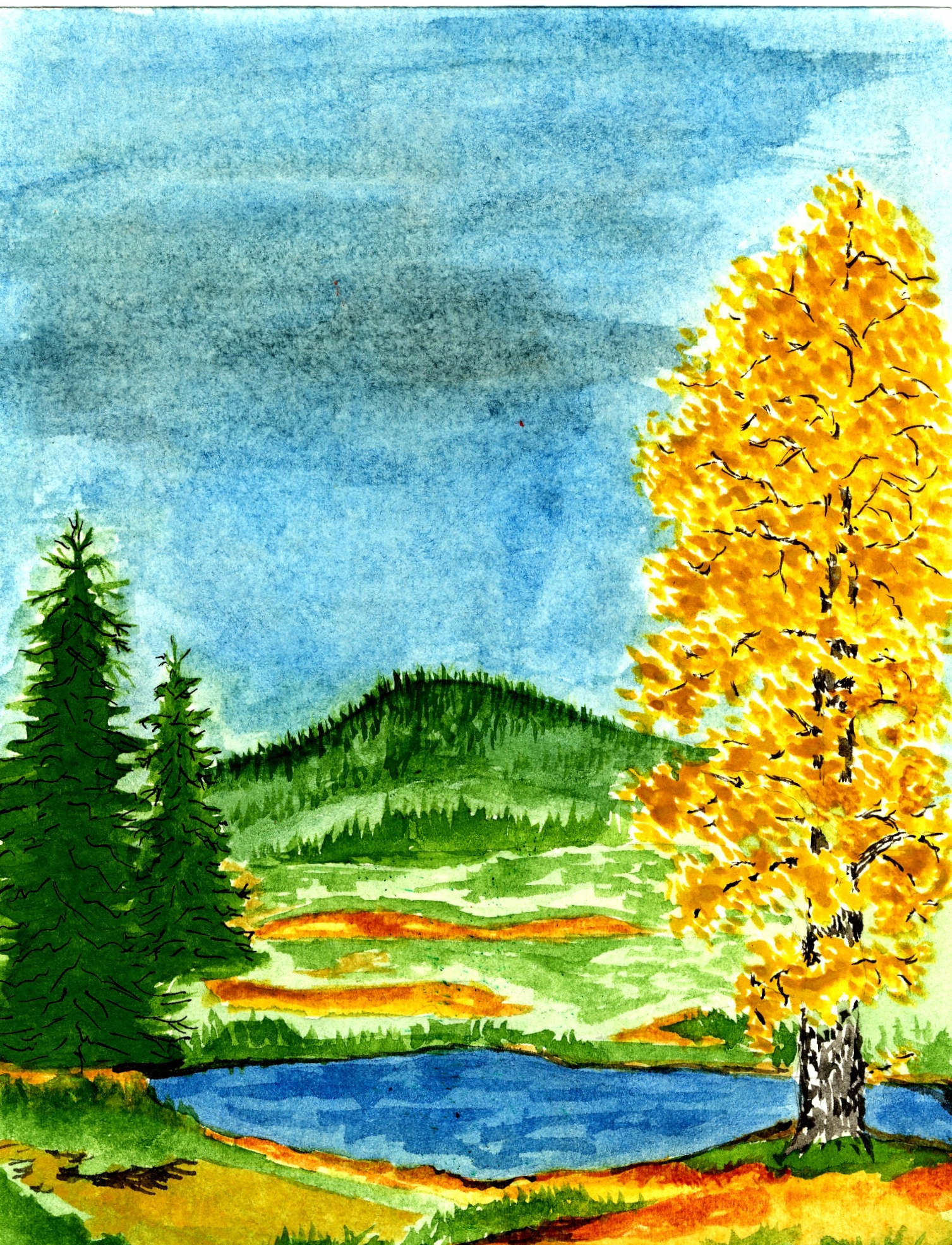
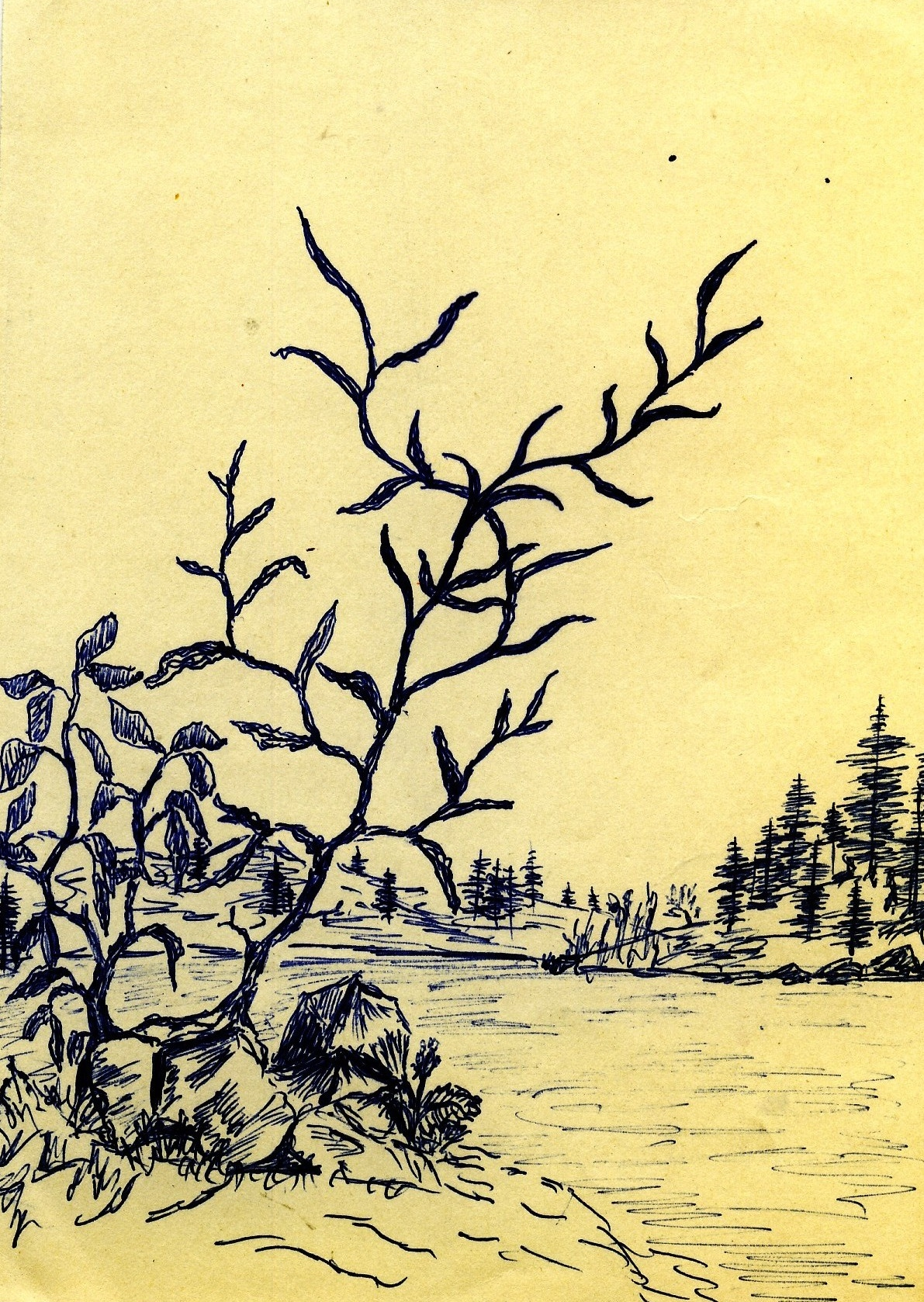
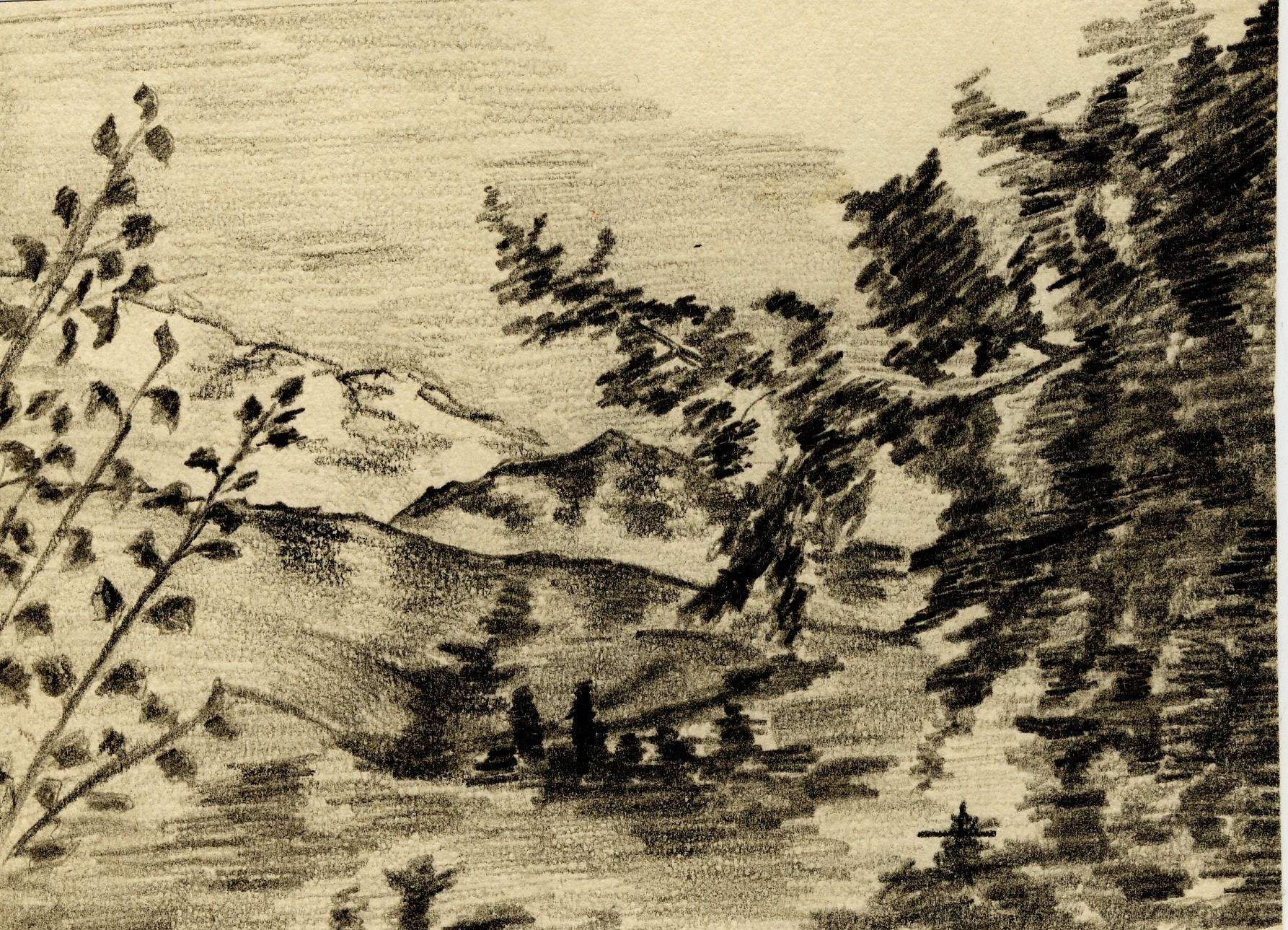
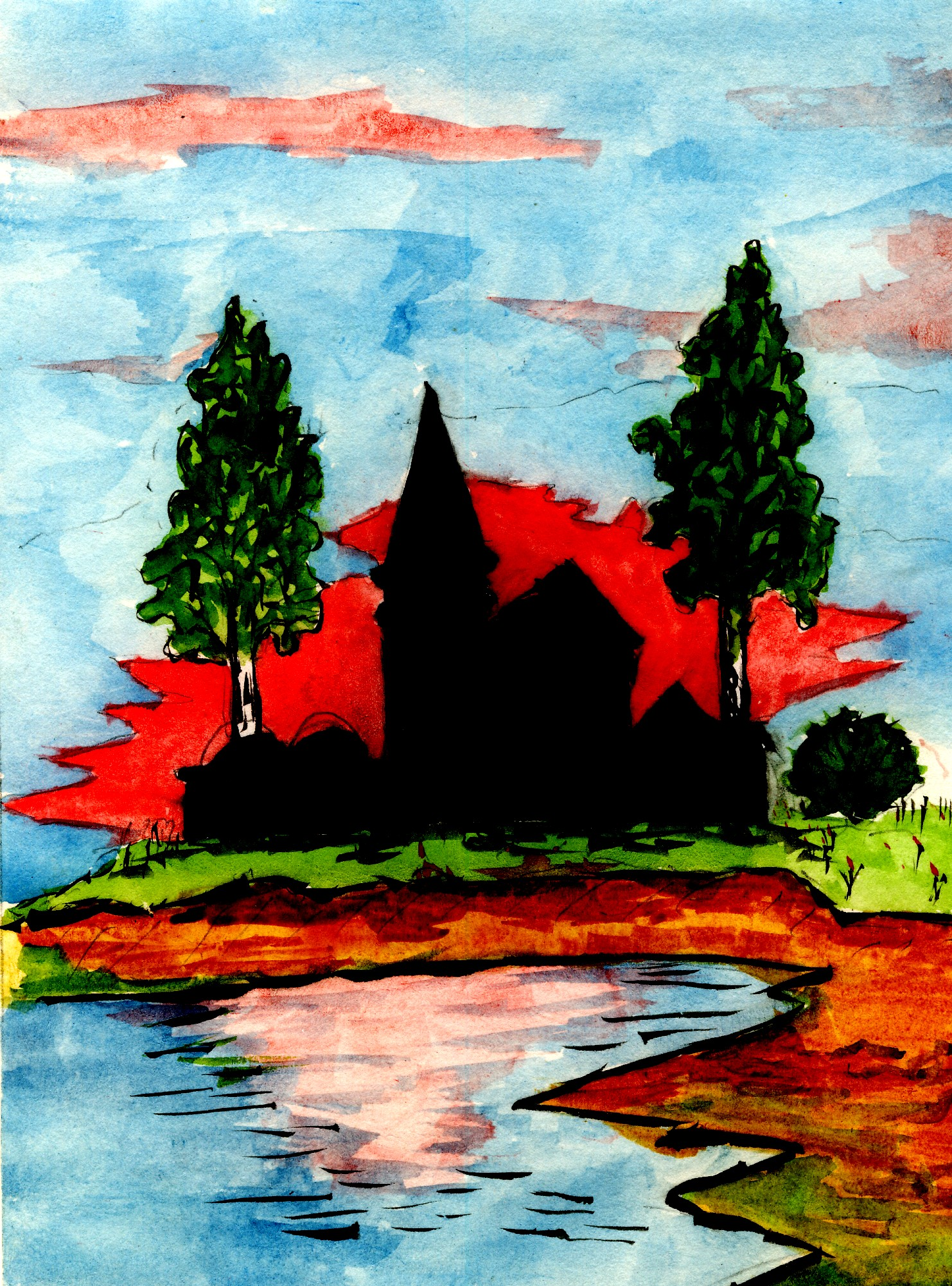
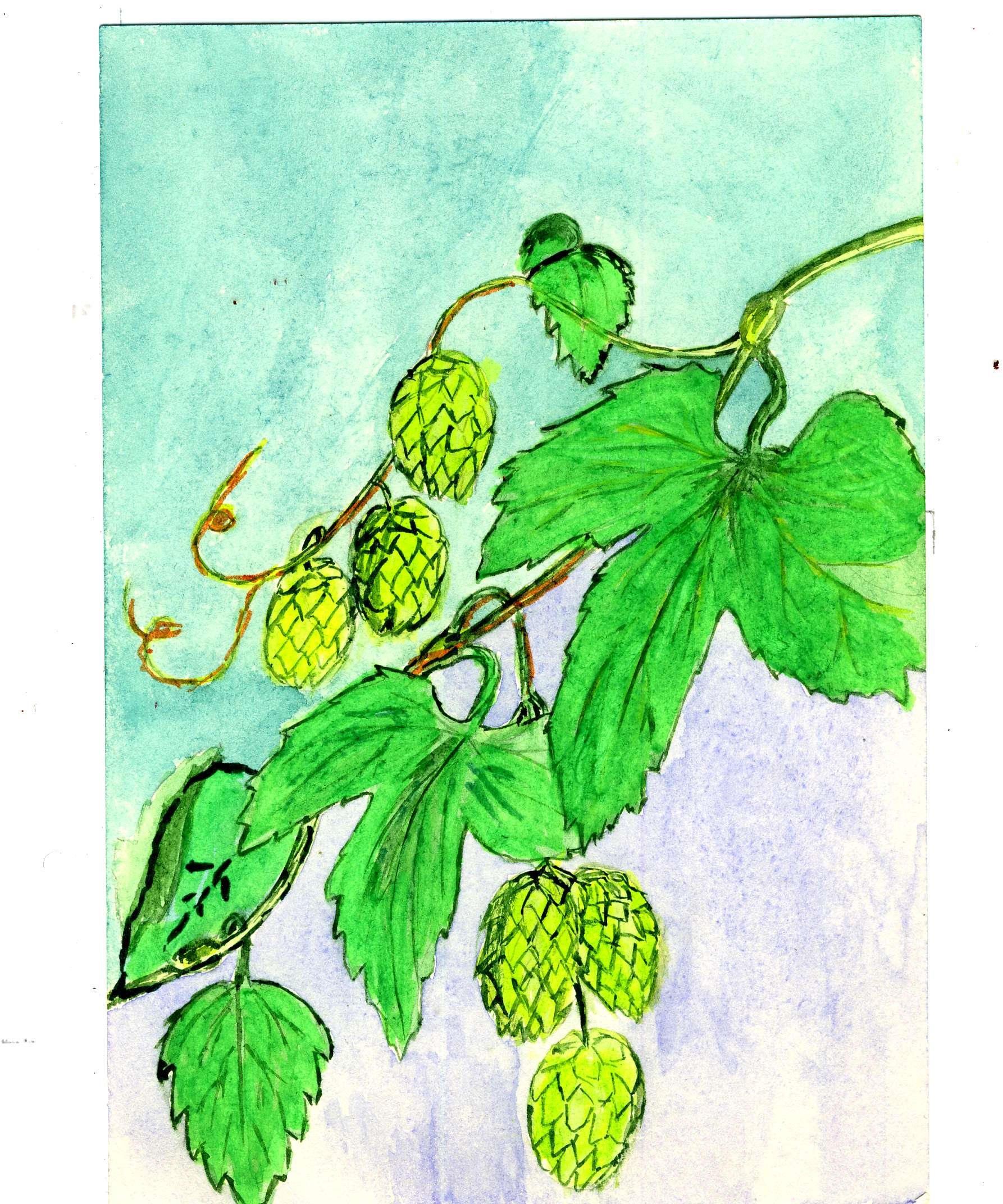
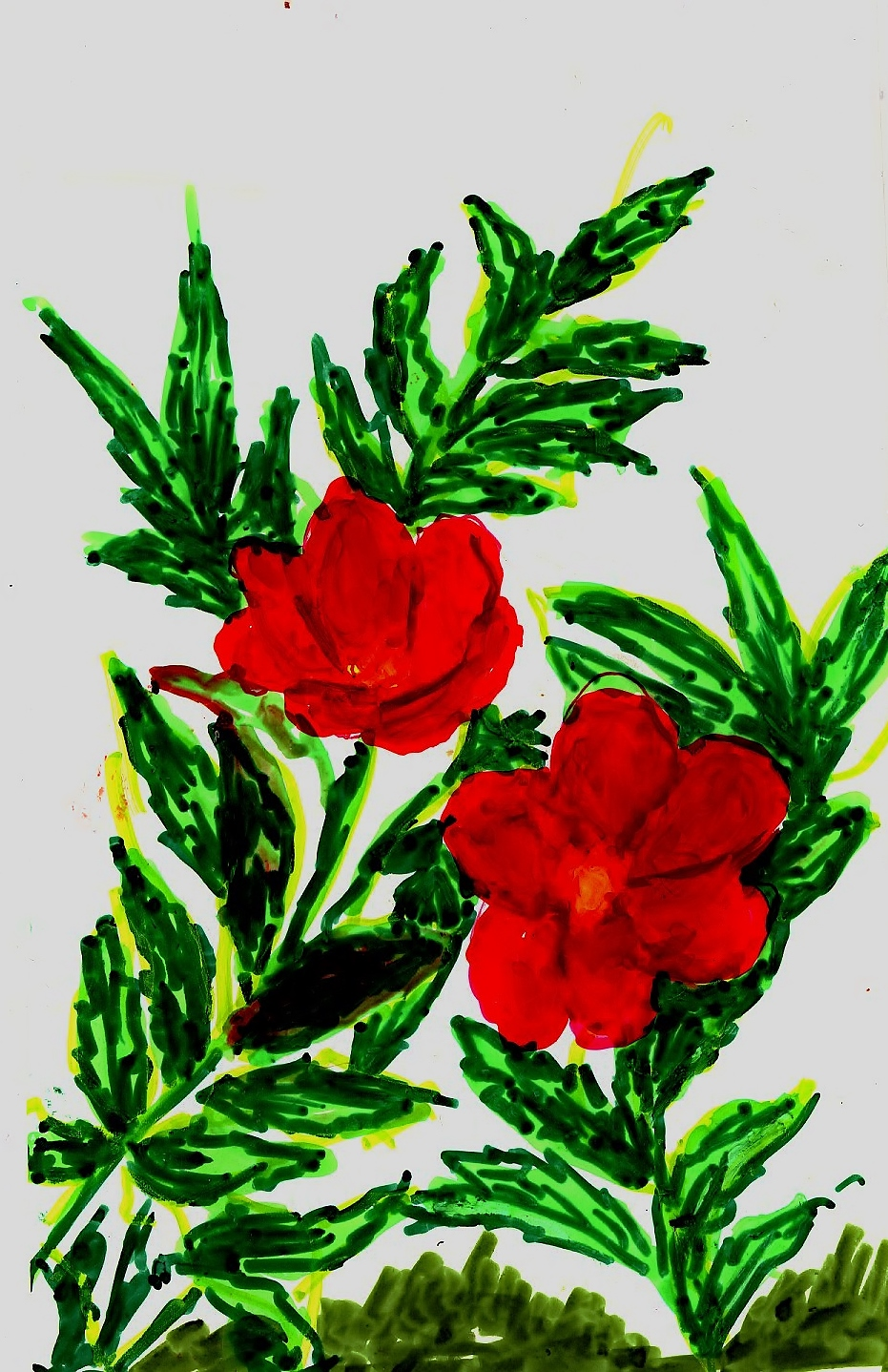
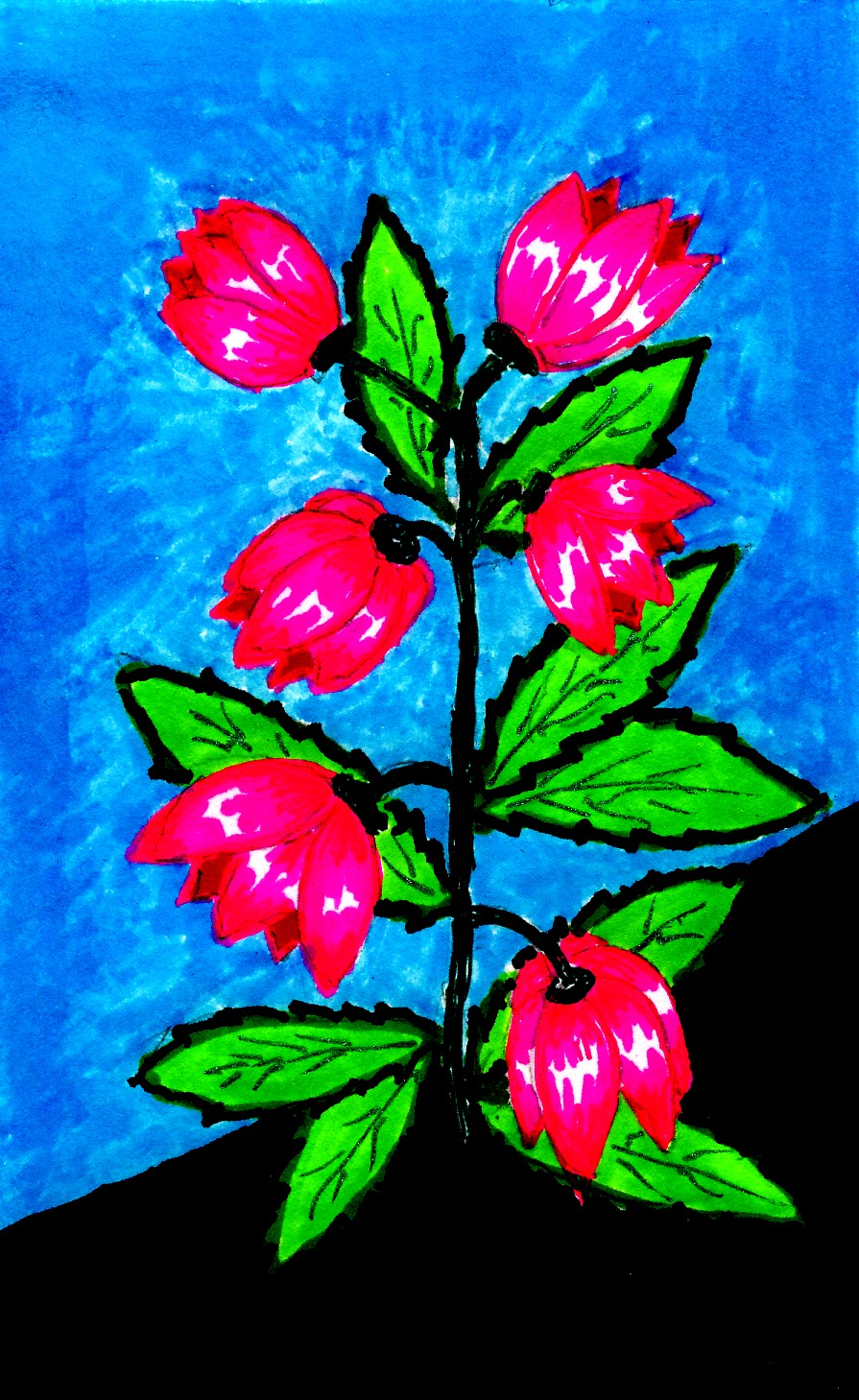
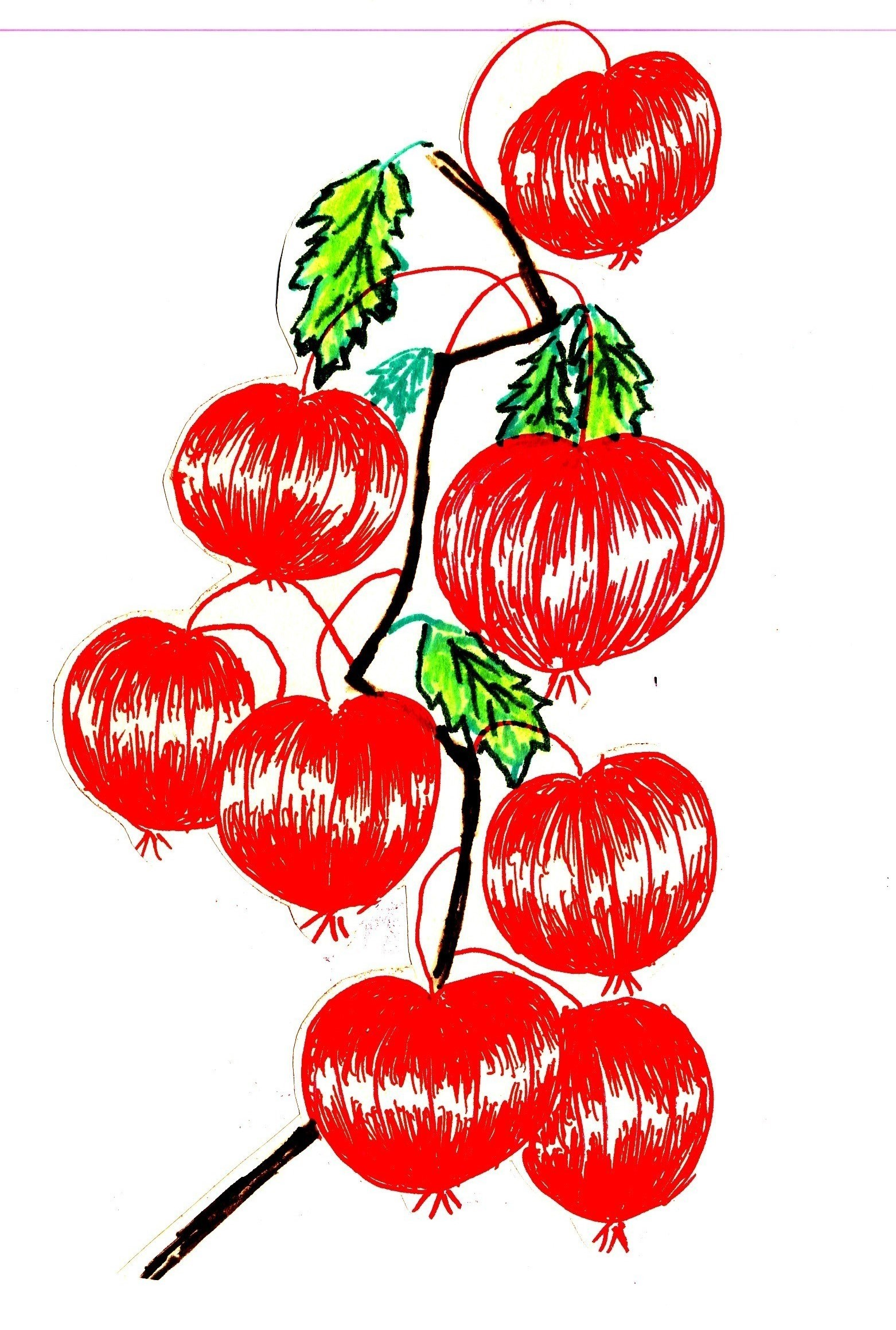
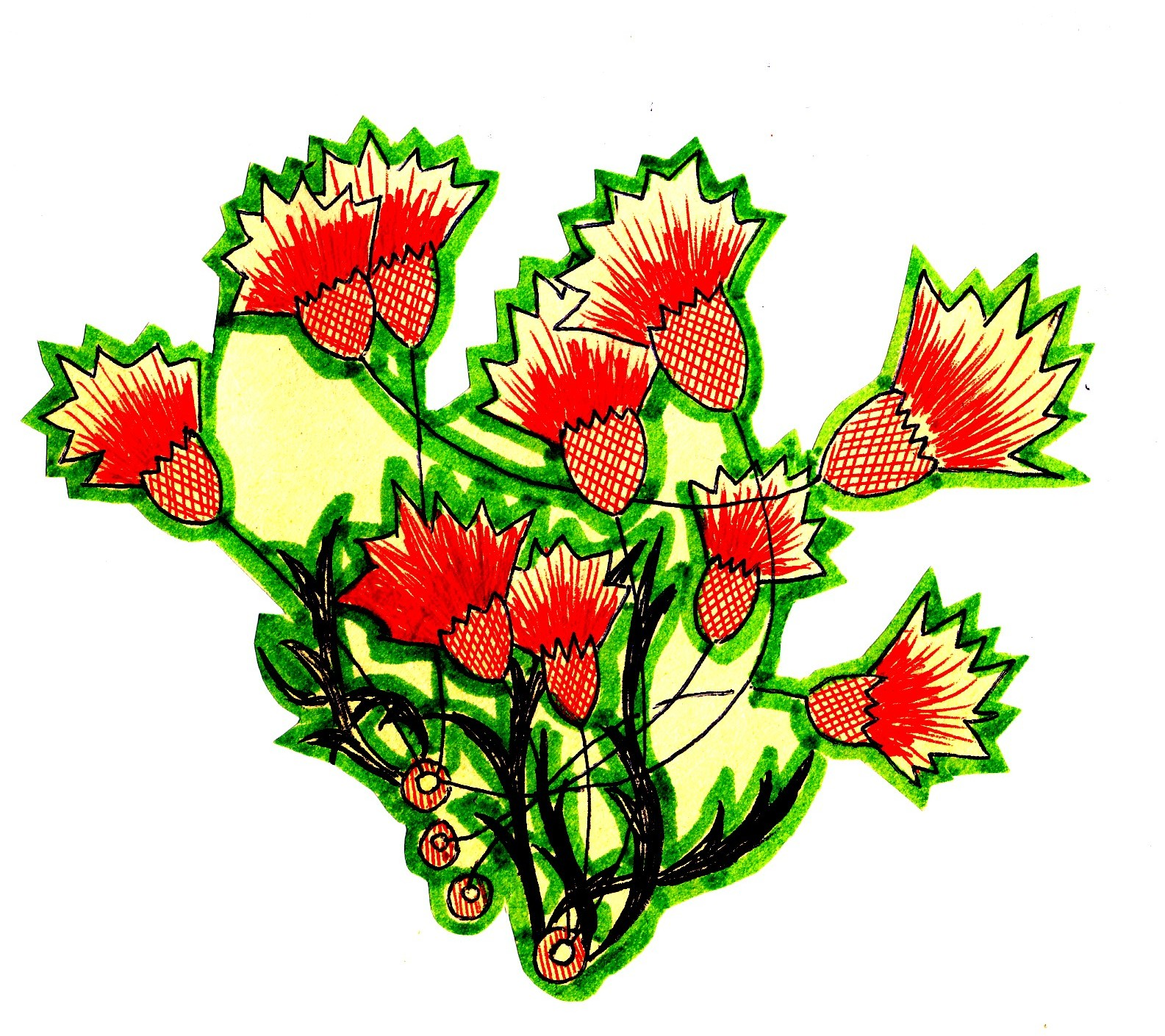
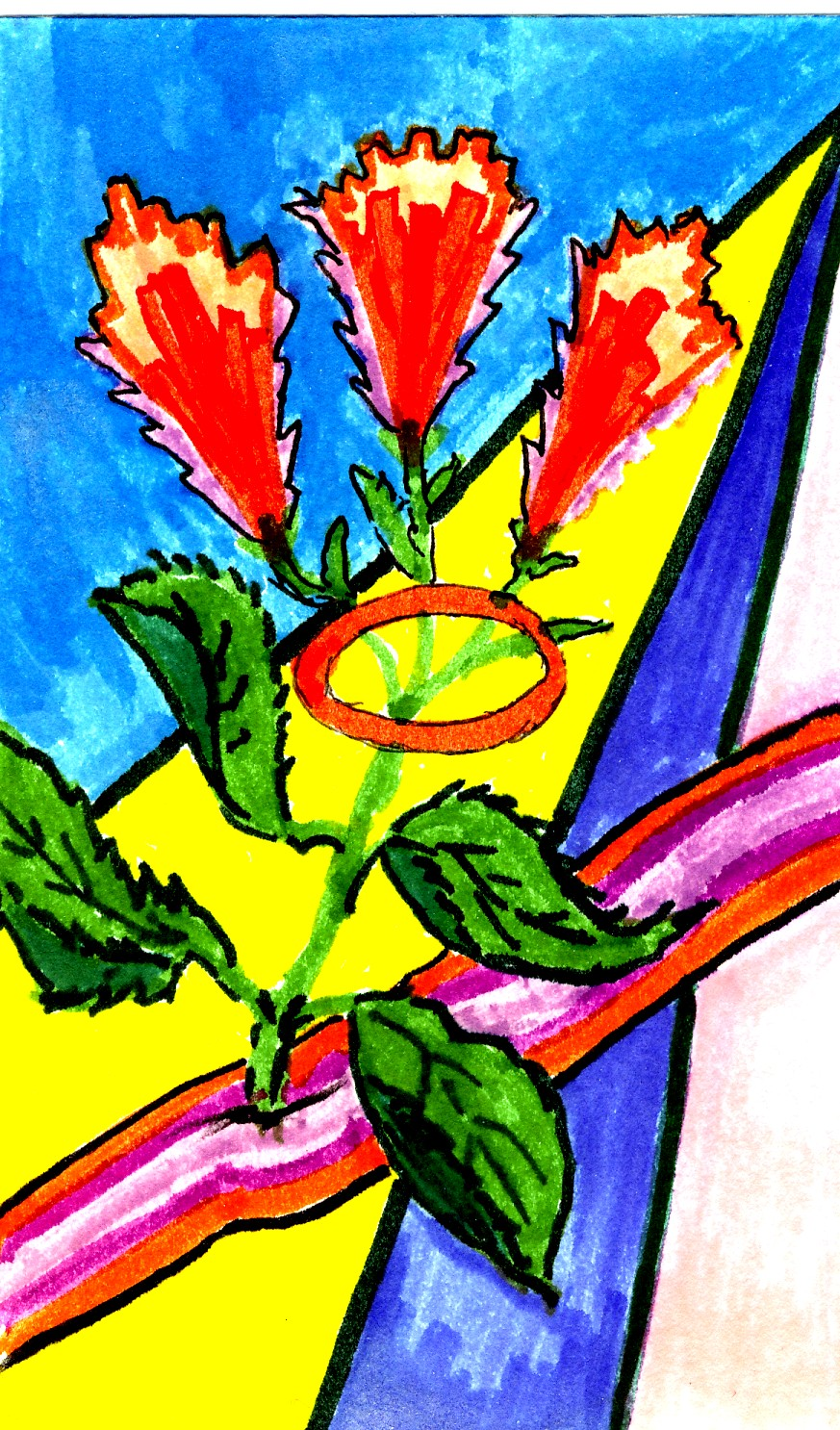
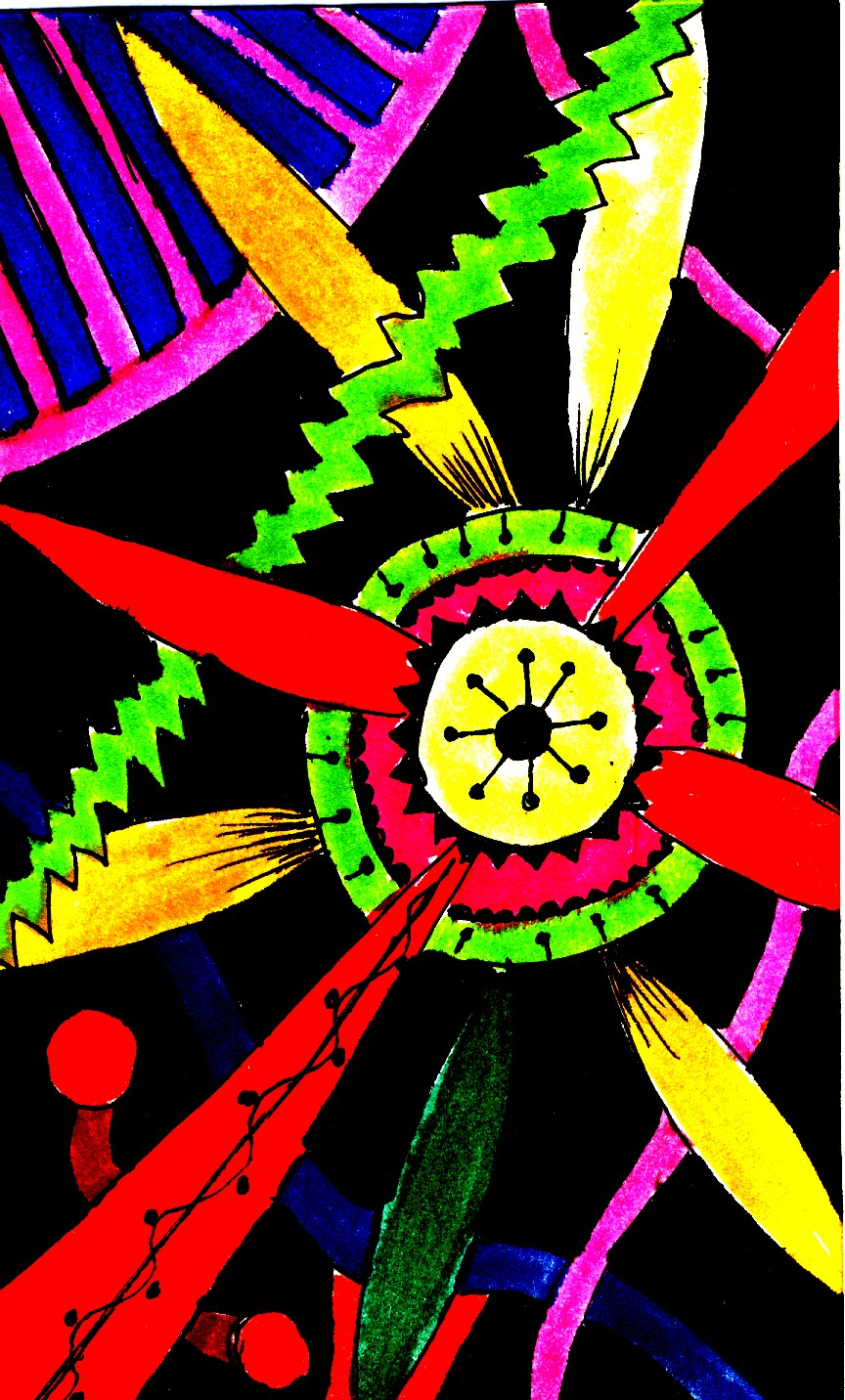
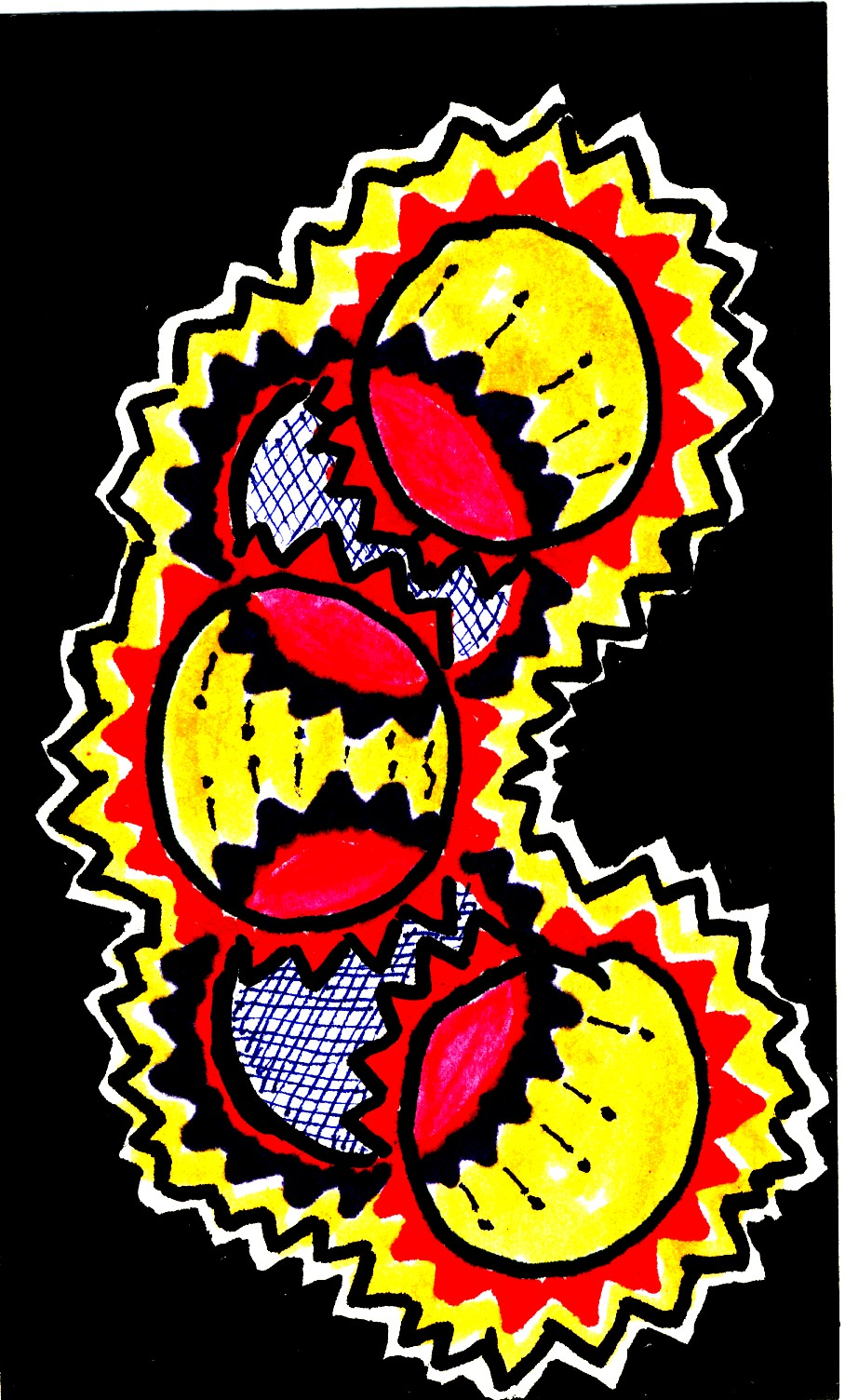
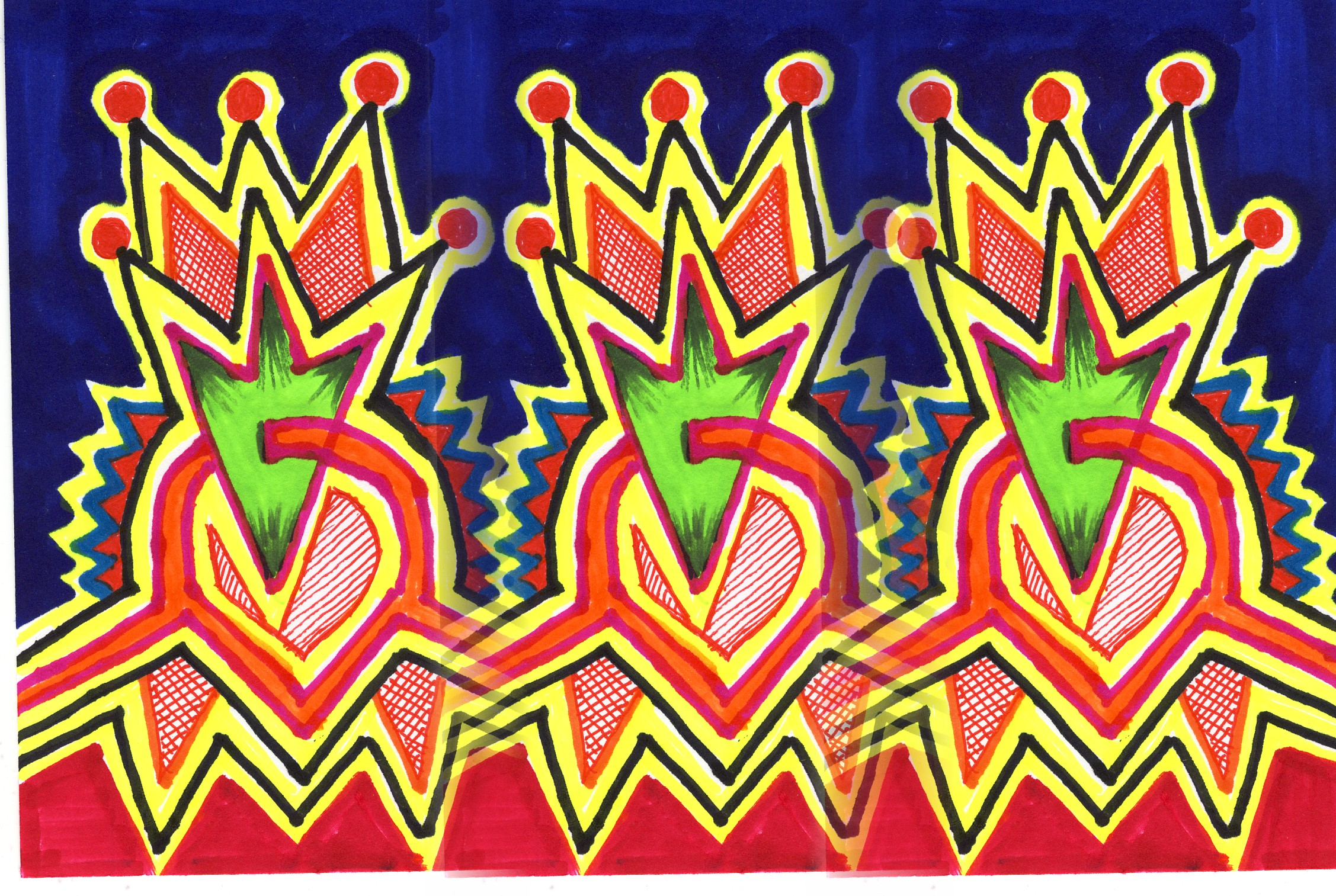
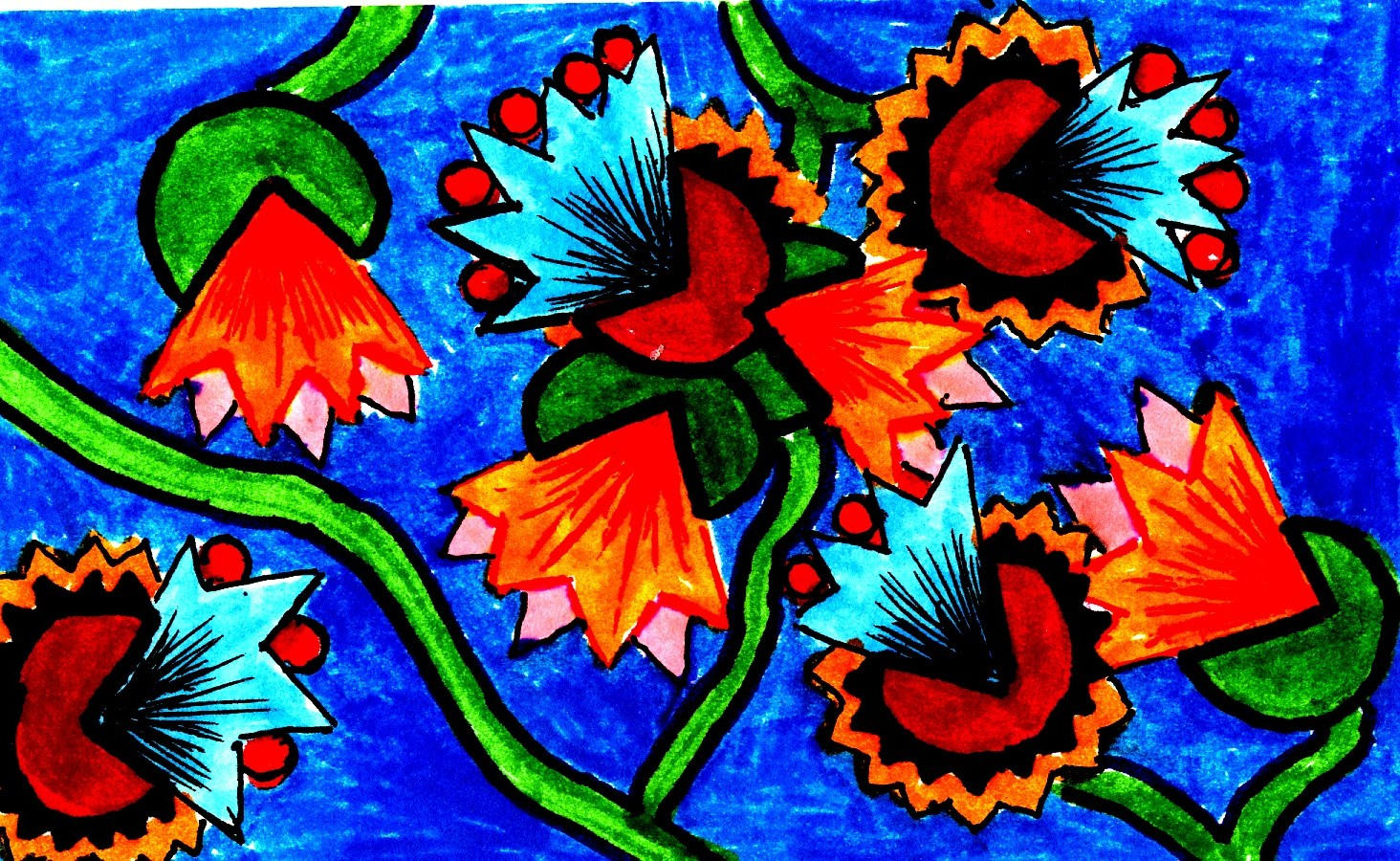

## Награды и звания
- орден Отечественной войны II степени,
- орден «Знак Почета»,
- медаль «За боевые заслуги»,
- почётный знак «За отличные успехи в области высшего образования СССР»,
- почетная грамота Президиума Верховного Совета Марийской ССР,
- заслуженный деятель науки Марий Эл (1976),
- заслуженный деятель науки Российской Федерации (1997).

## Память
25 ноября 2022 года в Йошкар-Оле на здании корпуса «Б» Марийского государственного университета прошло торжественное открытие мемориальных досок, увековечивших память ректоров В. Э. Колла и В. П. Ившина. 

## Основные работы
- Колла В. Э. Сравнительная оценка анальгетического действия пирамидона, анальгина, фенадона и изофенадона [Текст] : Автореферат дис. канд. биол. наук / М-во здравоохранения СССР. Всесоюз. науч.-исслед. хим.-фармацевтич. ин-т им. Орджоникидзе. — Молотов, 1954.
- Колла В. Э. О нейротропной активности арилгидразидов дизамещенных гликолевых кислот в зависимости от их химического строения: автореф. дис… д-ра биол. наук. — Пермь, 1971. — 36 с.
- Колла В. Э., Бердинский И. С. Фармакология и химия производных гидразина. — Йошкар-Ола: Марийское книжное издательство, 1976. — 264 с.
- Колла В. Э. Стимуляция регенерации лёгких / Г. Л. Билич, В. Э. Колла, В. Н. Отмахов и др.; Под ред. Г. Л. Билича, В. Э. Коллы. — М.: Медицина, 1982.
- Колла В. Э., Сыропятов Б. Я. Дозы лекарственных средств и химических соединений для лабораторных животных. — М.: Медицина, 1998. — 263 с.
- Колла В. Э., Шеленкова С. А. Поиск новых противосудорожных веществ. — Пермь: Изд-во ПГФА, 2006. — 192 с. — ISBN 5-91247-002-4.
- Колла В. Э. Растения семейства астровых (Asteraceae). Биологически активные вещества, применение в научной и народной медицине : в 2 ч. / В. Э. Колла; под ред. Б. Я. Сыропятова, В. М. Петриченко. — Пермь: ПГФА. Ч. 1. 2011. — 294 с. — ISBN 978-5-91247-054-7.
- Колла В. Э. Растения семейства астровых (Asteraceae). Биологически активные вещества, применение в научной и народной медицине : в 2 ч. / В. Э. Колла; под ред. Б. Я. Сыропятова, В. М. Петриченко. — Пермь: ПГФА. Ч. 2. 2012. — С. 295—652. — ISBN 978-5-91247-054-7.